# Mahmoud Abbas
Mahmoud Abbas (tiếng Ả Rập: مَحْمُود عَبَّاس, Maḥmūd ʿAbbās; sinh ngày 26 tháng 3 năm 1935), cũng có tên theo kunya Abu Mazen (tiếng Ả Rập: أَبُو مَازِن, Åbú Mázɩn) là một chính khách Palestine. Năm 1958, ông tốt nghiệp cử nhân luật tại trường Đại học Damas; năm 1982 tốt nghiệp tiến sĩ ngành lịch sử tại Học viện Đông phương Moscow.
Từ năm 1964, ông Mahmoud Abbas là thành viên Uỷ ban Trung ương FATAH; từ năm 1979 là Chủ tịch Uỷ ban hỗn hợp Palestine - Jordani; giai đoạn 1984 - 2000 là Trưởng ban Quan hệ Dân tộc và Quốc tế của Tổ chức Giải phóng Palestine.
Giai đoạn 1994 - 2003, ông Mahmoud Abbas là Trưởng ban đàm phán của Tổ chức Giải phóng Palestine; từ năm 1996 là Tổng thư ký Ban Chấp hành Tổ chức Giải phóng Palestine.
Giai đoạn 1996 - 2002, ông Mahmoud Abbas là Chủ tịch Uỷ ban bầu cử Palestine đầu tiên.
Ông cũng từng là Đại diện Tổ chức Giải phóng Palestine tại lễ ký Tuyên bố về các nguyên tắc (Hiệp định Oslo) tại thủ đô Washington (Hoa Kỳ) ngày 13/9/1993 và là Đại diện Tổ chức Giải phóng Palestine tại lễ ký Hiệp định tạm thời tại thủ đô Washington (Hoa Kỳ) ngày 23/9/1995.
Tháng 4/2003, ông Mahmoud Abbas được bầu làm Thủ tướng đầu tiên của Chính quyền dân tộc Palestine; năm 2004 ông được bầu làm Chủ tịch Ban Chấp hành Tổ chức Giải phóng Palestine và năm 2005 ông được bầu làm Chủ tịch Chính quyền dân tộc Palestine.